# 片岡利博
片岡 利博（かたおか としひろ、1950年(昭和25年) - ）は、国文学者、神戸松蔭女子学院大学名誉教授。

## 略歴
大阪府大阪市住吉区（現住之江区）生まれ。1974年大阪大学文学部卒、79年同大学院文学研究科博士課程満期退学。1999年「物語文学の本文と構造」で阪大博士（文学）。松蔭女子学院大学助教授、神戸松蔭女子学院大学教授。2016年退職、名誉教授となる。 当初は音楽家を目指していた。

## 著書
- 『物語文学の本文と構造』和泉書院、1997
- 『異文の愉悦 狭衣物語本文研究』笠間書院、2013

### 校訂など
- 『中世王朝物語全集 10』「しら露」校訂・訳註 笠間書院、1999
- 『中世王朝物語全集 21 我が身にたどる姫君 下』校訂・訳注 笠間書院、2010

## 参考
- [ISBN 978-4-305-70707-9]
- 学生によるインタビュー